# Landvetter
Den här artikeln handlar om tätorten Landvetter, för flygplatsen se Göteborg-Landvetter flygplats. Se även Landvetter (olika betydelser).

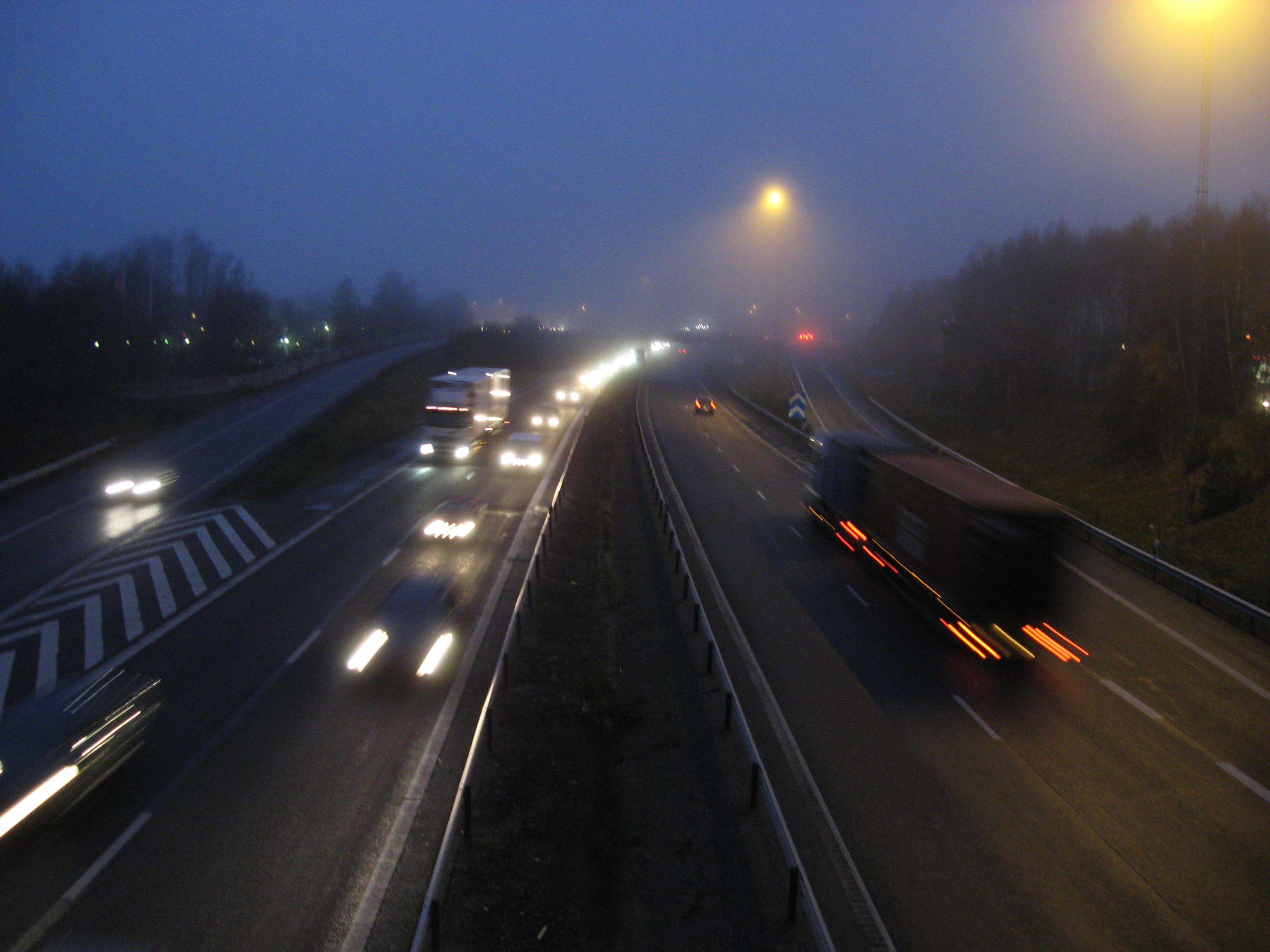
Riksväg 27/40 i Landvetter.

Landvetter är en tätort i Härryda kommun omkring 15 kilometer öster om Göteborg. Landvetter ligger öster och nordost om Landvettersjön. Riksväg 27/40 passerar genom orten som motorväg och delar den i två delar. Med sin närhet till Göteborg och till den internationella flygplatsen Göteborg-Landvetter flygplats är orten en expanderande bostadsort.

## Historia
Söder om motorvägen mot Landvettersjön ligger den äldsta delen av orten som också är den gamla kyrkbyn i Landvetters socken. 
Sedan motorvägen byggdes på 1970-talet har orten främst expanderat på norra sidan, där centrum ligger idag.
Tankar om nytt bostadsområde i skogsområdet söder om Landvetter har utvecklats till stadsutvecklingsprojektet Landvetter södra, med målsättning att skapa en ny hållbar stad med minst 25 000 invånare. I september 2017 utsåg regeringen projektet som ett av nio intressanta svenska stadsutvecklingsprojekt.

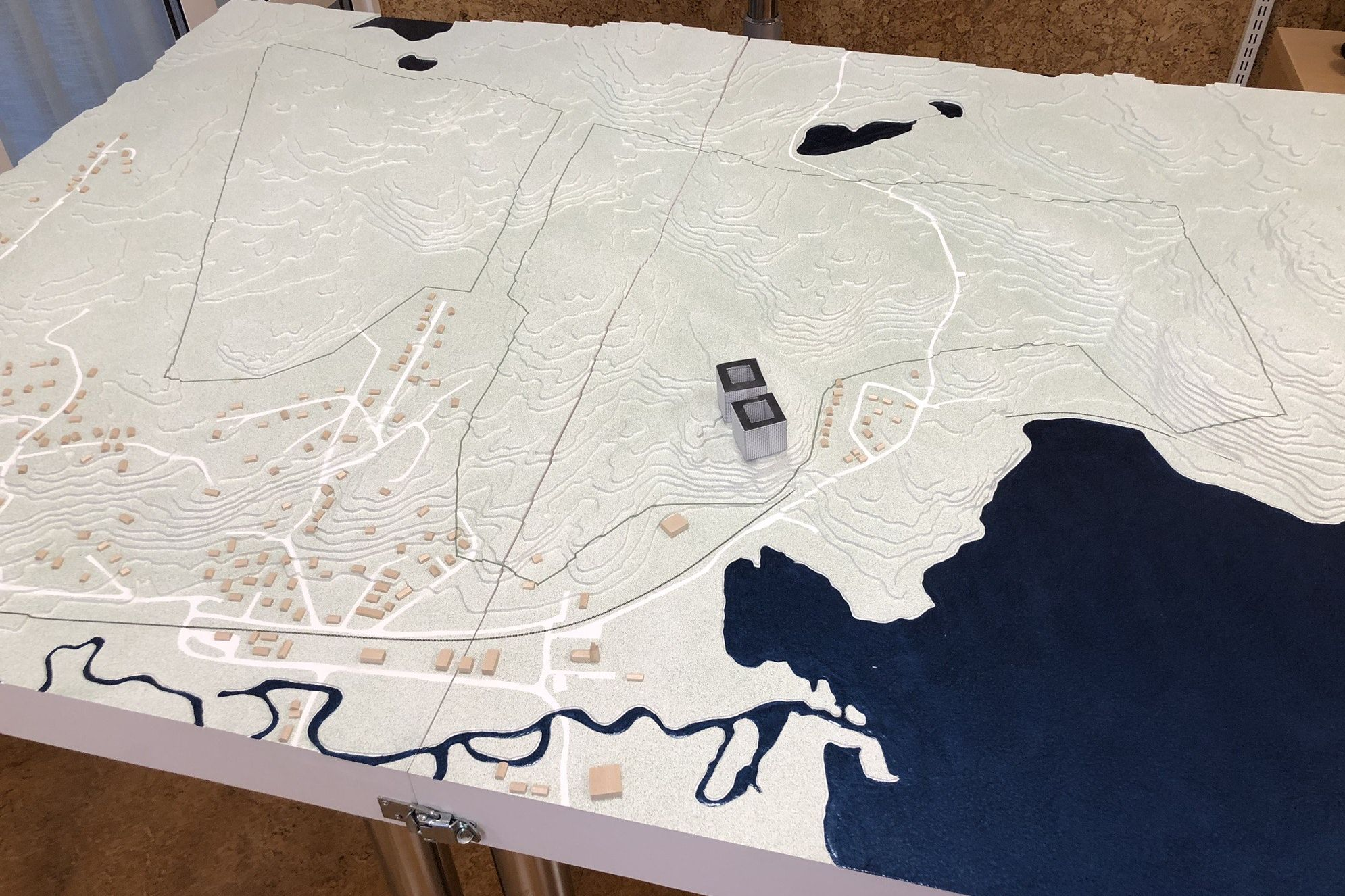
Modell på Härryda kommuns planavdelning av befintlig bebyggelse samt projektområdet för Landvetter södra, etapp 1.

### Befolkningsutveckling
| Befolkningsutvecklingen i Landvetter 1960–2020                                                                                   | Befolkningsutvecklingen i Landvetter 1960–2020 | Befolkningsutvecklingen i Landvetter 1960–2020 | Befolkningsutvecklingen i Landvetter 1960–2020 | Befolkningsutvecklingen i Landvetter 1960–2020 |
| --- | ---------------------------------------------- | ---------------------------------------------- | ---------------------------------------------- | ---------------------------------------------- |
| |                                                |                                                |                                                |                                                |
| År |                                                |                                                | Folkmängd                                      | Areal (ha)                                     |
| 1960 | 1960                                           |                                                | 723                                            |                                                |
| 1965 | 1965                                           |                                                | 1 265                                          |                                                |
| 1970 | 1970                                           |                                                | 2 699                                          |                                                |
| 1975 | 1975                                           |                                                | 2 925                                          |                                                |
| 1980 | 1980                                           |                                                | 3 668                                          |                                                |
| 1990 | 1990                                           |                                                | 4 889                                          | 318                                            |
| 1995 | 1995                                           |                                                | 5 223                                          | 381                                            |
| 2000 | 2000                                           |                                                | 5 486                                          | 388                                            |
| 2005 | 2005                                           |                                                | 6 680                                          | 543                                            |
| 2010 | 2010                                           |                                                | 7 152                                          | 540                                            |
| 2015 | 2015                                           |                                                | 8 839                                          | 877                                            |
| 2020 | 2020                                           |                                                | 9 223                                          | 884                                            |
| Anm.: Sammanvuxen med Björröd 2005 och med Tahult, Bårekulla och Landvetters-Kärret 2015 samt Pinntorp och Röset och Pusta 2023. |                                                |                                                |                                                |                                                |

## Kommunikationer
Järnvägen mellan Göteborg och Borås, som är en del av Kust till kust-banan, passerar södra Landvetter men har inte längre någon station för resande där. Kollektivtrafiken till och från orten sker därför med buss. Landvetter Resecentrum invigdes 20 januari 2012.

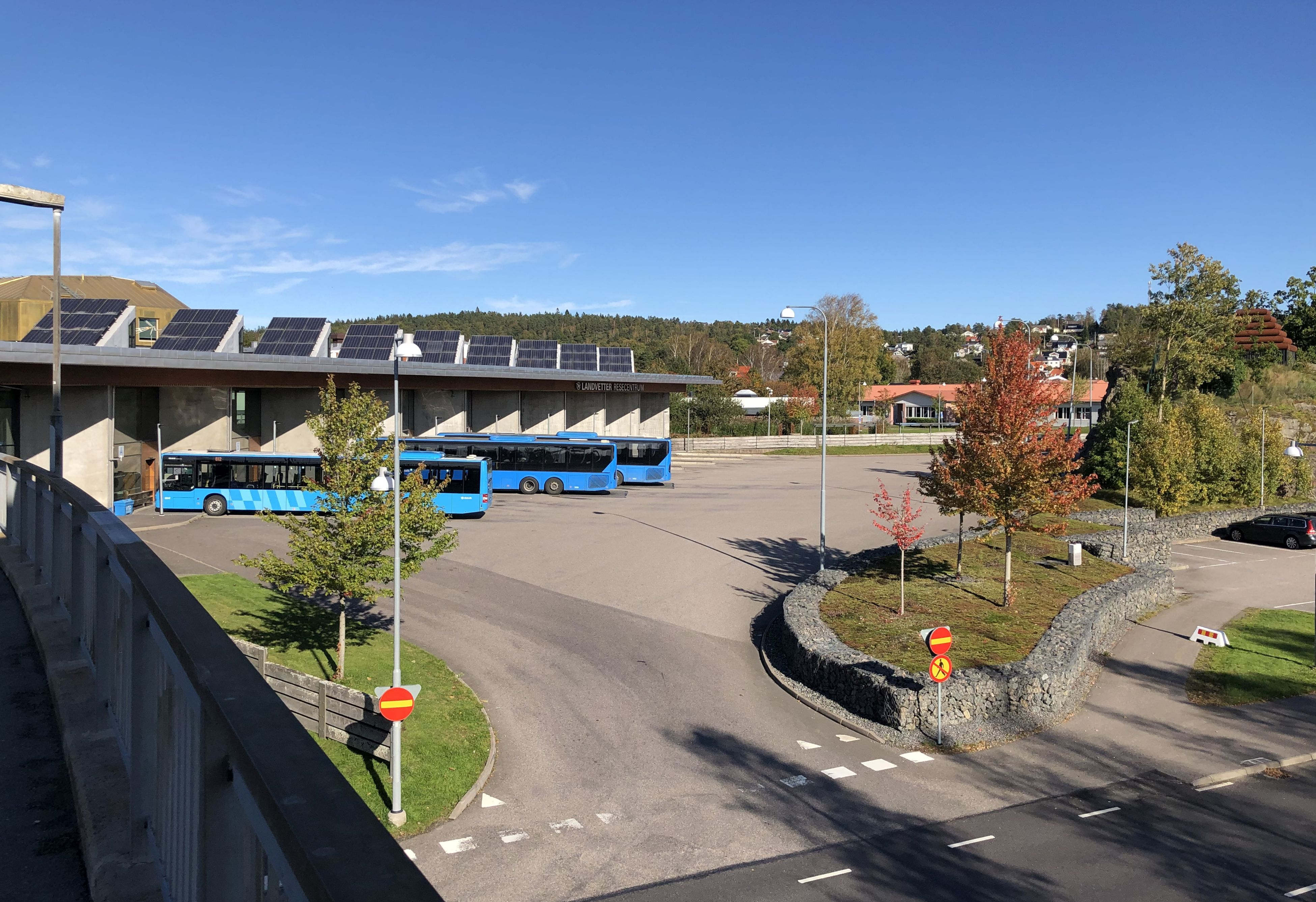
Landvetter Resecentrum sett från gångbron över Riksväg 27/40.
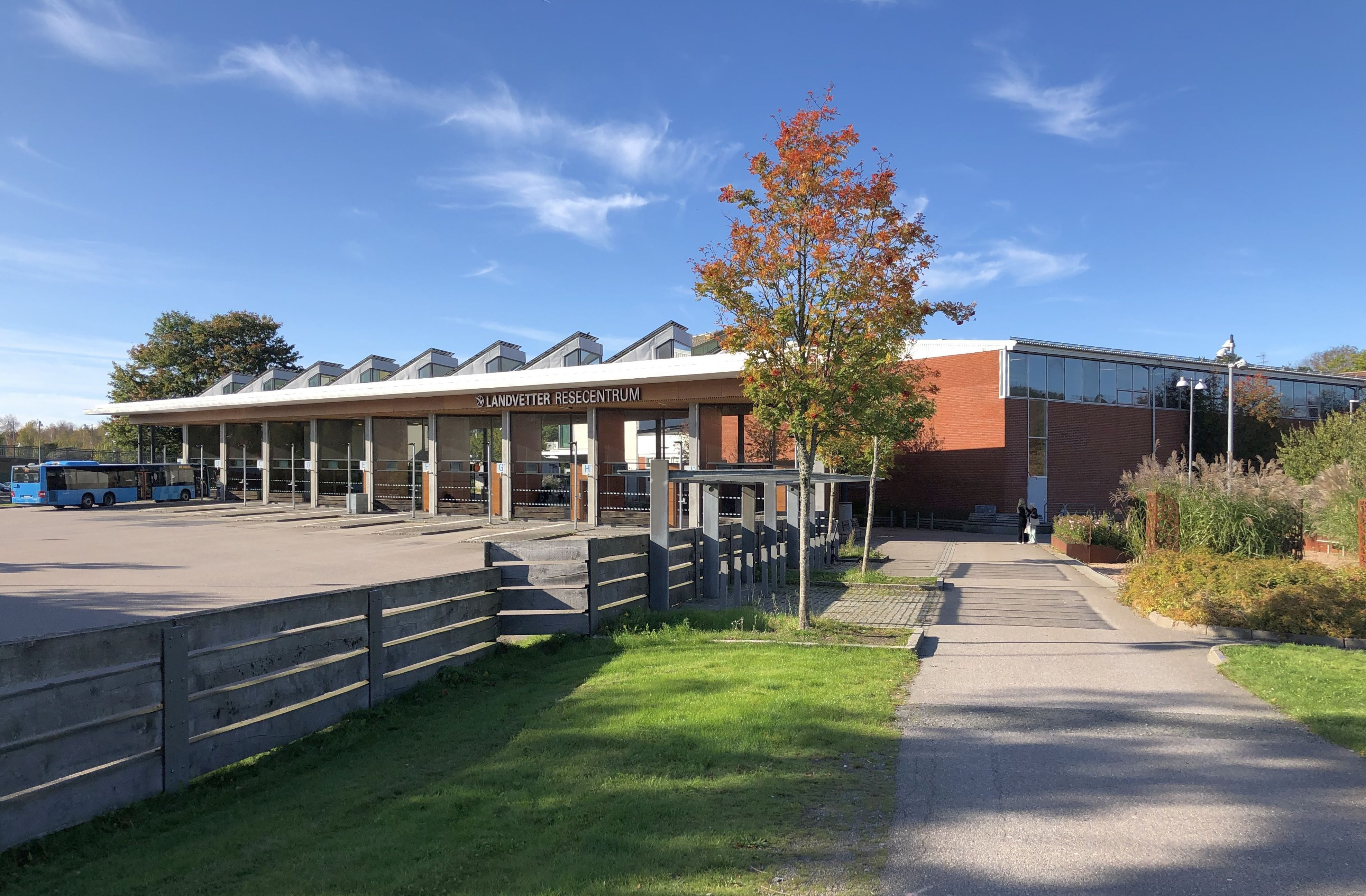
Resecentrum sett från Landvetterskolan.

## Idrott
Fotbollsklubben Kopparbergs/Göteborg FC hette tidigare Landvetter IF och spelade då på orten. Team Surprise som vunnit VM-guld i lagkonståkning, och Landvetter Konståkningsklubb håller till i Landvetters ishall. Öster om Landvetter ligger Chalmers golfklubb. Orienterings, skidskytte- och skidåkningsklubben OK Landehofs bedriver sin verksamhet från Landehofstugan, belägen i nordöstra delen av Landvetter. Invid Landvettersjön ligger Landvetter TK-74s tennishall samt utomhusbanor.

## Kända personer från Landvetter
- Jocke Berg, musiker (Hardcore Superstar)
- Michael Gabay, skådespelare
- Erica Johansson, längdhoppare
- Christoffer Persson, ishockeyspelare
- Clara Henry, vloggare och bloggare
- Kent Andersson, roadracingförare